# متیلده مونیوس سامپدرو
متیلده مونیوس سامپدرو (اسپانیایی: Matilde Muñoz Sampedro‎; ۲ مارس ۱۹۰۰ – ۱۴ آوریل ۱۹۶۹) بازیگر اهل اسپانیا بود. وی بین سال‌های ۱۹۴۳ تا ۱۹۷۰ میلادی فعالیت می‌کرد.
از فیلم‌ها یا مجموعه‌های تلویزیونی که وی در آن‌ها نقش داشته‌است می‌توان به «من ماتا هاری نیستم»، آشوب‌گر و «آخرین ترانهٔ عاشقانه» اشاره نمود.